# Crkva bl. Augustina Kažotića u Lupoglavu
Crkva bl. Augustina Kažotića je crkva u naselju Lupoglav koje je u sastavu općine Brckovljani, zaštićeno kulturno dobro.

## Opis dobra
Crkva kasnobarokno-klasicističkih karakteristika sagrađena 1818. godine je jednobrodna građevina pravokutnog tlocrta s izvana poligonalno, a iznutra polukružno zaključenim svetištem, sakristijom i zvonikom na glavnom pročelju. Unutarnji prostor broda i svetišta nadsvođen je kupolastim češkim svodom, a apsida kalotom. Najvrjedniji dio inventara predstavlja glavni mramorni oltar sv. Jurja baroknog kipara Antonia Michelazzija nastao između 1743. i 1746. godine, originalno smješten u zagrebačkoj katedrali i premješten nakon neogotičke obnove krajem 19 stoljeća.

## Zaštita
Pod oznakom Z-1879 zavedena je kao nepokretno kulturno dobro - pojedinačno, pravna statusa zaštićena kulturnog dobra, klasificirano kao "sakralna graditeljska baština".